# Ana Porgras
Ana Porgras (Galaţi, 18 de dezembro de 1993) é uma ex-ginasta romena que competiu em provas de ginástica artística. 
Ana foi uma das representantes de seu país no Campeonato Mundial de Londres, em 2009. Nele, conquistou a medalha de bronze nas barras assimétricas.

## Carreira
Porgras estreou em competições de grande porte ao participar da edição júnior do Campeonato Europeu de Clermont-Ferrand, em 2008. Nele, terminou na quarta colocação por equipes e com a medalha de ouro na trave de equilíbrio. Em 2009, no Romanian International, fora medalhista de ouro na trave,- empatada com Gabriela Dragoi, e prata nas barras assimétricas. Na disputa entre Romênia vs Espanha, conquistou a medalha de ouro nos exercícios coletivos.
No evento seguinte, o Campeonato Nacional Romeno, Ana conquistou a medalha de ouro no concurso geral e nas barras assimétricas. Em outubro, disputou o Mundial de Londres. Nele, conquistou a medalha de bronze na prova das paralelas assimétricas, empatada com a norte-americana Rebecca Bross. Nos demais aparatos para qual se classificou, não obteve medalhas; ao ser finalista em três eventos: geral e trave (7º) e solo (5º). Em meados de novembro, competiu na última etapa de Copa do Mundo da temporada, na qual somou 14,625 pontos na trave, e encerrou com a medalha de ouro. Abrindo o calendário competitivo de 2010, disputou o Romanian International, no qual conquistou quatro medalhas. No individual geral, somou 57,500 pontos e encerrou medalhista de prata. Por aparatos, conquistou a medalha de ouro na trave e nas barras assimétricas; no solo terminou novamente como vice-campeã. Na competição seguinte, deu-se o Europeu de Birmingham, no qual, conquistou a medalha de bronze na prova coletiva. Porém, não conseguiu disputar nenhuma final por aparatos, devido ter adquirido uma lesão no tornozelo em sua saída da trave, ainda por equipes. Como consequência, afastou-se por algumas semanas do desporto e sofreu uma cirurgia no local. Sua volta as competições, aconteceu em setembro, durante a etapa da Copa do Mundo de Gante, na Bélgica. Nela, encerrou com a medalha de ouro na trave de equilíbrio e a prata nas paralelas assimétricas. No mesmo mês, competiu em um desafio internacional contra Alemanha e Suíça, no qual encerrou campeã da prova coletiva e individual, somando 58,600 pontos. Em janeiro de 2012, a ginasta, de então dezoito anos, anunciou sua aposentadoria sem justificar as razões.

## Principais resultados
| Ano  | Evento                                    | AA               | Equipe            | Salto sobre o cavalo | Trave           | Barras assimétricas | Solo             |
| ---- | ----------------------------------------- | ---------------- | ----------------- | -------------------- | --------------- | ------------------- | ---------------- |
| 2008 | Campeonato Europeu (júnior)               |                  | 4º                |                      | Medalha de ouro |                     |                  |
| 2009 | Romanian International                    |                  |                   |                      | Medalha de ouro | Medalha de prata    |                  |
| 2009 | Romênia vs Espanha                        |                  | Medalha de ouro   |                      |                 |                     |                  |
| 2009 | Campeonato Nacional Romeno                | Medalha de ouro  |                   |                      |                 | Medalha de ouro     |                  |
| 2009 | Campeonato Mundial de Ginástica Artística | 7º               |                   |                      | 7º              | Medalha de bronze   | 5º               |
| 2009 | Copa do Mundo - Stuttgart                 |                  |                   |                      | Medalha de ouro |                     |                  |
| 2010 | Romanian International                    | Medalha de prata |                   |                      | Medalha de ouro | Medalha de ouro     | Medalha de prata |
| 2010 | Campeonato Europeu                        |                  | Medalha de bronze |                      |                 |                     |                  |
| 2010 | Copa do Mundo - Gante                     |                  |                   |                      | Medalha de ouro | Medalha de prata    |                  |
| 2010 | Desafio Internacional                     | Medalha de ouro  | Medalha de ouro   |                      |                 |                     |                  |
| 2010 | Campeonato Mundial de Ginástica Artística | 5º               | 4º                |                      | Medalha de ouro | 5º                  |                  |
| 2011 | Campeonato Nacional Romeno                | Medalha de ouro  |                   |                      | Medalha de ouro |                     | Medalha de ouro  |